# Jaíba (Feira de Santana)

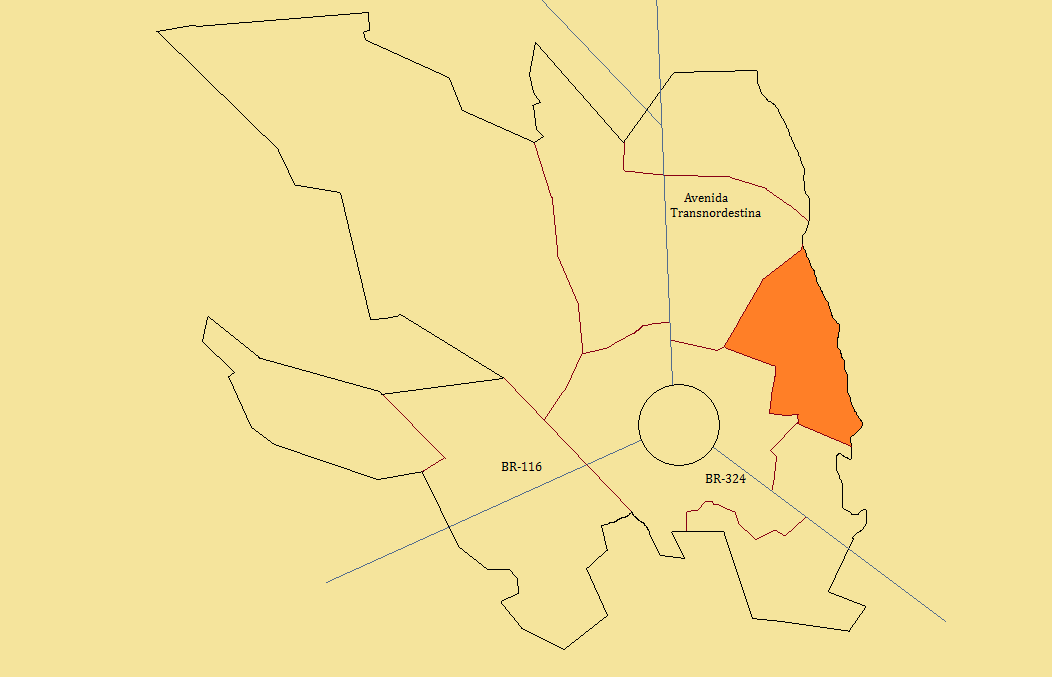
Localização do distrito, em cor laranja.

Jaíba é um distrito do município baiano de Feira de Santana.
É um dos locais de Feira de Santana onde é disponibilizada o centro digital, local de acesso público à internet.
Atualmente está passando por uma ampliação na rede de esgoto, em uma associação da Embasa e a prefeitura. Oito mil metros de rede foram implantados para beneficiar 160 famílias do local com abastecimento de água potável.